# FITM1
FITM1 (англ. Fat storage inducing transmembrane protein 1) – білок, який кодується однойменним геном, розташованим у людей на 14-й хромосомі. Довжина поліпептидного ланцюга білка становить 292 амінокислот, а молекулярна маса — 32 207.
| 10         |  | 20         |  | 30         |  | 40         |  | 50         |
| ---------- |  | ---------- |  | ---------- |  | ---------- |  | ---------- |
| MERGPVVGAG |  | LGAGARIQAL |  | LGCLLKVLLW |  | VASALLYFGS |  | EQAARLLGSP |
| CLRRLYHAWL |  | AAVVIFGPLL |  | QFHVNPRTIF |  | ASHGNFFNIK |  | FVNSAWGWTC |
| TFLGGFVLLV |  | VFLATRRVAV |  | TARHLSRLVV |  | GAAVWRGAGR |  | AFLLIEDLTG |
| SCFEPLPQGL |  | LLHELPDRRS |  | CLAAGHQWRG |  | YTVSSHTFLL |  | TFCCLLMAEE |
| AAVFAKYLAH |  | GLPAGAPLRL |  | VFLLNVLLLG |  | LWNFLLLCTV |  | IYFHQYTHKV |
| VGAAVGTFAW |  | YLTYGSWYHQ |  | PWSPGSPGHG |  | LFPRPHSSRK |  | HN         |

A: Аланін

C: Цистеїн

D: Аспарагінова кислота

E: Глутамінова кислота

F: Фенілаланін

G: Гліцин

H: Гістидин

I: Ізолейцин

K: Лізин

L: Лейцин

M: Метіонін

N: Аспарагін

P: Пролін

Q: Глутамін

R: Аргінін

S: Серин

T: Треонін

V: Валін

W: Триптофан

Задіяний у такому біологічному процесі, як альтернативний сплайсинг. 
Локалізований у мембрані, ендоплазматичному ретикулумі.